# Oglasa hollandi
Oglasa hollandi là một loài bướm đêm trong họ Noctuidae.